# Саломія (Саломея)
Саломія (Саломея, Соломея, Соломія; івр. שלומית Шломіт) — дочка Ірода Боета (брата Ірода Антипа, син Ірода І Великого, відомого за «побиття немовлят») та Іродіади, юдейська царівна і пізніше (з 54 року) царівна Халкіди і Малої Вірменії.
У церковній традиції її ім'я пов'язане зі смертю Івана Хрестителя, якого церква шанує вище за всіх святих, після Богоматері, а Христос про якого говорив «Між народженими від жінок не було більшого над Івана Хрестителя!» (Мт. 11:11), «Він світильником був, що горів і світив, та ви тільки хвилю хотіли потішитись світлом його.» (Ів. 5:35)
У Новому Завіті, згадана як дочка Іродіади, та не за іменем. Ім'я Саломія назване у Йосипа Флавія, в його історичному творі «Юдейські старожитності».

## Саломія таІван Хреститель
В день коли чотиривласник Антипа святкував день народження, на бенкет з'їхалося багато знатних гостей. Іродіада, що покинула законного чоловіка (брата Ірода), фактично привселюдно спокусила свого звеселеного коханця (Мр. 6:23) юною донькою (як зазначив Огієнко, використане тут в застосуванні до Саломії слово κοράσιον означає дівчину-підлітка, по давньо-східним поняттям — раннього шлюбного віку). Танцівниця, за намовою матері, негайно ж попросила дати їй на блюді голову Івана Хрестителя.
Хоча Ірод боявся гніву Божого за вбивство пророка, якого сам раніше поважав і слухався (Мр. 6:20), оказався безсилим проти лукавства жіночої підступності (Мт. 14:7-8).
Сюжет нагадує умисел злої цариці Єзавель проти Пророка Іллі «Отак нехай зро́блять мені бо́ги, і так нехай додадуть, якщо цього ча́су взавтра я не зроблю́ душі твоїй, як зро́блено душі кожного з них!» (1Цар. 19:2), посилюючи символічне зближення Івана Хрестителя з Пророком Іллєю, та справджуючи пророцтва найбільшого з усіх пророків Ісаї «…дітиська його [народ] утискають, а жінки мають гору над ним…» (Іс. 3:12).

## Згадка уЄвангеліях
У главі 6 Євангелія від Марка:
|                                                                    | 14 І прочув про Ісуса цар Ірод, бо ім'я Його стало загально відоме, і сказав, що то Іван Христитель із мертвих воскрес, і тому творяться чуда від нього. 15 Інші впевняли, що Ілля Він, а знов інші казали, що пророк, або як один із пророків. 16 А Ірод, прочувши, сказав: Іван, якому я голову стяв був, оце він воскрес! 17 Той бо Ірод, пославши, схопив був Івана, і в в'язниці закув його, через Іродіяду, дружину брата свого Пилипа, бо він одружився був із нею. 18 Бо Іван казав Іродові: Не годиться тобі мати за дружину жінку брата свого! 19 А Іродіяда лютилась на нього, і хотіла йому смерть заподіяти, та не могла. 20 Бо Ірод боявся Івана, знавши, що він муж праведний і святий, і беріг його. І, його слухаючи, він дуже бентежився, але слухав його залюбки.. 21 Та настав день догідний, коли дня народження Ірод справляв був бенкета вельможам своїм, і тисячникам, і галілейській старшині, 22 і коли прийшла дочка тієї Іродіяди, і танцювала, і сподобалася Іродові та присутнім із ним при столі, тоді цар промовив до дівчини: Проси в мене, чого хочеш, і дам я тобі! 23 І поклявся він їй: Чого тільки від мене попросиш, то дам я тобі, хоча б і півцарства мого! 24 Вона ж вийшла, і спиталася матері своєї: Чого маю просити? А та відказала: Голови Івана Христителя... 25 І зараз квапливо вернулась вона до царя, і просила, говорячи: Я хочу, щоб дав ти негайно мені на полумиску голову Івана Христителя! 26 І засмутився цар, але через клятву й з-за тих, що з ним були при столі, не схотів їй відмовити. 27 І цар зараз послав вояка, і звелів принести Іванову голову. 28 І пішов він, і стяв у в'язниці Івана, і приніс його голову на полумискові, і дівчаті віддав, а дівча віддало її своїй матері... |
| — Мр. 6:22-28, переклад Біблії 1962 Івана Огієнка (митр. Іларіона) | |

У главі 14 Євангелія від Матвія:
|                                                                    | 1 Того ча́су прочув Ірод чотиривла́сник чутки́ про Ісуса, 2 і сказав своїм слу́гам: „Це Іван Христитель, — він із мертвих воскрес, і тому́ чуда тво́ряться ним“. 3 Бо Ірод схопи́в був Івана, і зв'язав його, і посадив у в'язни́цю через Іродія́ду, дружи́ну брата свого Пилипа. 4 Бо до нього Іван говорив: „Не годи́ться тобі її мати!“ 5 І хотів Ірод смерть заподі́яти йому, та боявся наро́ду, бо того за пророка вважали. 6 А як був день наро́дження Ірода, танцювала посеред гостей дочка Іродія́дина, та й Іродові догоди́ла. 7 Тому́ під прися́гою він обіцявся їй дати, чого тільки попросить вона. 8 А вона, за намовою матері своєї: „Дай мені — проказала — отут на полу́миску голову Івана Христителя!“ 9 І цар засмутився, але́ через клятву та тих, хто сидів при столі з ним, звелів дати. 10 І послав стяти Івана в в'язни́ці. 11 І прине́сли на полу́мискові його голову, та й дали́ дівчині, а та відне́сла її своїй матері. |
| — Мт. 14:1-11, переклад Біблії 1962 Івана Огієнка (митр. Іларіона) | |

## В мистецтві
- Саломея (п'єса) — трагедія Оскара Вайлда, та твори за її мотивами Salome (1953 film)[en], Salomé (1922 film)[en], Salomé (1918 film)[en]
- Бенкет Ірода (англ. The Feast of Herod[en]) і Бенкет Валтасара (картина Рембрандта) — джерела фразеологізму «бенкет під час чуми», що означає парадність, безпечність и веселощі під час катастрофи
- Cонет «Саломея» зі збірки Миколи Зерова «Камена».
- Іродіада (повість)[ru] — твір Гюстава Флобера, автора «Пані Боварі» (1856) та «Саламбо» (1862).

## Походження

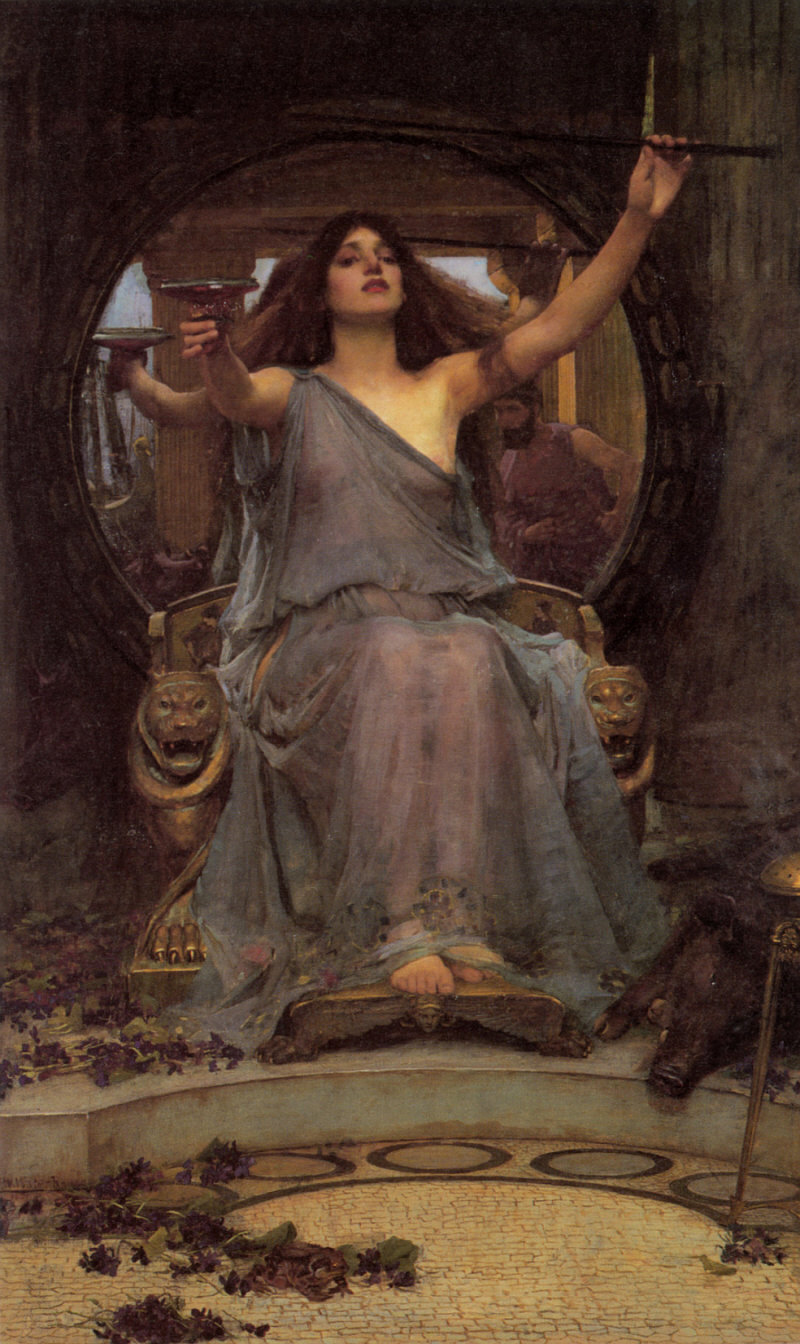
Цирцея подає бокал Одіссею (1891) Вільям Вотергаус

Саломія була по батьківській лінії онука Ірода Великого, засновника династії Іродіадів. Її батько Ірод Боет (Herodes Boethos, Ірод Безземельний) був сином Ірода Великого та його сьомої дружини другої Маріамни, яка за описом Йосипа Флавія «була першою красунею». По материнській лінії Соломія була правнукою Ірода Великого. Батько її матері був Арістобул, також син Ірода Великого проте по матері син його другої дружини і Маріамни першої.
У першому шлюбі Саломія перебувала із своїм дядьком Іродом Филипом (Herodes Philippos) — тетрархом Ітуреї, Трахонітської області, Батанеї та Аврана з 4 по 34 рік, сином Ірода Великого та його п'ятої дружини Клеопатри Єрусалимської.
По його смерті у 34 році вона одружується з Арістобулом, сином царя Ірода Халкіського. Її сподівання отримати спадок свого батька не справдились, коли римський імператор Клавдій у 49 році його володіння передав Агріппі II. Арістобул проте вже у 54 році, одразу по приході до влади Нерона, був призначений царем Малої Вірменії, а Саломія стає її царицею.
Збереглися багато монет того часу із зображенням царської пари — Арістобула і Саломії.